# Caserma Giuseppe De Gol
La caserma Giuseppe De Gol è stato un edificio militare di Castel Ivano, in Trentino-Alto Adige.

Venne edificata allo scoppio della Prima guerra mondiale dall'Imperial-regio esercito austro-ungarico. Con il passaggio all'Italia al termine del conflitto venne dedicata alla memoria del sottotenente Giuseppe De Gol, nativo di Strigno e caduto nel corso della Grande Guerra. L'edificio è stato demolito nel 2025.

## Storia
La costruzione della struttura prese il via nel 1914 per volere del Ministero della guerra dell'Impero austro-ungarico, destinata ad ospitare per il periodo invernale tre compagnie e il reparto mitragliatrici da montagna del 2º Battaglione del Regiment Trient dei k.k. Landesschützen, che invece nel periodo estivo sarebbero saliti in quota per gli addestramenti, nello specifico tra Pieve Tesino, Castello Tesino e Barricata della Marcesina. Una quarta compagnia era invece di stanza, sia estiva che invernale, a Grigno.
Dopo l'entrata dell'Italia nella Grande Guerra il 24 maggio 1915, la caserma venne occupata dal Regio Esercito il 15 agosto, dopo il ripiegamento delle truppe austriache sulla linea del torrente Maso. La costruzione della struttura era ancora incompleta, e divenne così un accantonamento per le truppe e i servizi di sussistenza. L'edificio venne bombardato all'inizio della Strafexpedition del maggio 1916, e brevemente riconquistato da Tiroler Schützen (divenuti nel frattempo Kaiserjäger) provenienti dall’Alta Austria il 24 dello stesso mese; la notte successiva la caserma tornò in mano italiana per mano di due compagnie di Alpini del battaglione "Feltre" e da una compagnia della Guardia di Finanza. La caserma rimase in mano italiana fino al novembre 1917, quando in seguito alla Battaglia di Caporetto fu rioccupata dalle truppe austriache. Per tutto il resto del conflitto fu utilizzata come deposito materiali e alloggiamento per le truppe che ritornavano dalla linea del fronte. Dopo la firma dell'Armistizio di Villa Giusti e la fine della Grande Guerra, le truppe italiane ripresero possesso della caserma, che risultava gravemente danneggiata e spogliata di ogni dotazione.
Tra il 1919 e il 1920 la caserma fu utilizzata come alloggio per le famiglie sfollate a causa delle distruzioni della guerra e di ritorno nei luoghi natii a seguito dell'esodo dei trentini. Il 28 agosto 1922 l'intera struttura fu affittata per tre anni dal comune di Strigno alla ditta Canavero e Pons di Torino, per poi essere definitivamente venduta, il 27 febbraio 1924 al prezzo di 155.000 lire, dal commissario prefettizio Guido Suster all'azienda subentrante, la Canavero e Co.. La fabbrica produceva pizzi e merletti e dava lavoro a circa 250 donne, ma cessò le attività già nel 1928. L'edificio fu venduto alla ditta torinese Unione Tessiture Ajmone & Marsan all'inizio degli anni '30 al fine di realizzarvi un convitto per gli studi delle lingue, delle arti e dei mestieri, ma la proposta non ebbe seguito, e nell'agosto 1935 l'allora podestà di Strigno Anacleto Vezzoni ne propose l'acquisto al Ministero della guerra. Il passaggio di proprietà all'ente statale fu perfezionato verso la fine del 1936 per la somma di 100.000 lire.
A cura del genio militare furono eseguiti importanti lavori di ampliamento, primi fra tutti l'innalzamento e l'ampliamento dell'edificio. I lavori furono eseguiti dall'impresa Luigi Lonardi & Figli di Verona, per un costo totale di 60.000 lire. Nei primi mesi del 1937 la caserma divenne deposito di formazione del Centro di Mobilitazione del Gruppo "Lanzo" del 5º Reggimento artiglieria alpina della 5ª Divisione alpina "Pusteria", ed in seguito, a partire dal 15 giugno dello stesso anno, divenne sede anche del 551º Battaglione mitraglieri motorizzato della 102ª Divisione motorizzata "Trento".
Nel corso della Seconda guerra mondiale la caserma non ricoprì alcun ruolo di importanza strategica per le operazioni militari, e con la firma dell’Armistizio di Cassibile dell'8 settembre 1943 la caserma fu abbandonata dai reparti italiani, quindi saccheggiata dagli abitanti del luogo che portarono via armi, viveri, suppellettili e anche le finestre. Con l'istituzione della Zona d'operazioni delle Prealpi, la caserma fu occupata dalle truppe della Wehrmacht e da loro alleati provenienti dal Turkmenistan, che in zona eseguirono operazioni nei confronti delle milizie partigiane del Battaglione "Gherlenda" della Brigata garibaldina "Antonio Gramsci". L'11 maggio 1945 l'edificio fu occupato dalla United States Army, alla quale subentrò la British Army coadiuvata dall'Esercito dell'India. Riconsegnata agli italiani al termine del conflitto, la caserma divenne sede degli Alpini e dell'artiglieria da montagna del Battaglione alpini "Feltre", fino all'aprile 1947.
A partire dal 1948 e fino al 1952, sotto il patronato della Lega Nazionale di Trieste, l'edificio divenne una colonia estiva capace di ospitare circa 400 bambini provenienti dalla città portuale. Nel 1957 fu nuovamente occupata dai militari di leva appartenenti alla Brigata alpina "Cadore", proveniente da Belluno. A partire dal 1960 furono segnalati vari inconvenienti igienici dovuti alla presenza dei muli, tanto che nel febbraio 1963 gli artiglieri ritornarono a Bassano del Grappa. La caserma fu ancora usata per l'addestramento estivo, e poi definitivamente abbandonata.
Negli anni '90 le sue camerate furono utilizzate per ospitare profughi provenienti da Croazia e Bosnia ed Erzegovina, ma soprattutto per ospitare profughi dell'Albania giunti in Italia con gli sbarchi dell'estate 1991. La destinazione d'uso a centro di accoglienza durò fino al dicembre del 1996. Nel corso del 1998 la sua proprietà fu trasferita alla Provincia autonoma di Trento, che nel 2006 assegnò l'immobile all'azienda a controllo provinciale "Patrimonio del Trentino SpA". Nel 2019 sono iniziati lavori di conservazione e ristrutturazione. Sul retro della caserma è stata edificata la nuova caserma dei Vigli del Fuoco volontari di Strigno.
Nel febbraio del 2025 l'edificio fu definitivamente demolito.

## Struttura
La caserma si trovava nella parte alta dell'abitato di Strigno, frazione più popolosa del comune di Castel Ivano. Si trovava lungo la Strada Provinciale 78 che collega il fondovalle della Valsugana con l'Altopiano del Tesino, a pochi metri della sua diramazione per il comune di Samone.
La caserma era un'ampia costruzione su quattro livelli. La sua struttura si componeva, nel 1920, di 22 locali sotterranei, 24 al piano terra, 14 al primo piano e 13 al secondo.